# Казки про Місяцеріза
«Казки про Місяцеріза» (англ. Tales of the Moonlight Cutter) — серія графічних романів, створений Дейлом Беррі та виданий Myriad Publishing.
Сюжет розповідає історію Шеня Хуа Єня, мечника, який може вбивати привидів, знімаючи їх з колеса карми життя-смерті. Шень подорожує світом Китаю XII століття, стикаючись з надприродними пригодами.